# Gudrun Doll-Tepper
Gudrun Doll-Tepper (* 5. Oktober 1947 in Berlin) ist eine deutsche Sportwissenschaftlerin, Inklusionspädagogin und Sportfunktionärin.
Gudrun Doll-Tepper studierte Anglistik, Sport und Pädagogik an der Freien Universität Berlin. Nach dem Abitur und Studium arbeitete sie an Berliner Gymnasien und später an einer Sonderschule für lern- und geistig behinderte Kinder. Sie ist seit dieser Zeit Mitglied in verschiedenen internationalen und nationalen Gremien.
Von 1972 bis 1978 war sie als wissenschaftliche Assistentin und danach bis 1996 als Akademische Rätin am Institut für Sportwissenschaft der Freien Universität Berlin (FU) tätig. Promotion Dr. phil. der FU Berlin (1985: Möglichkeiten einer motorischen Entwicklungsförderung von Kindern und Jugendlichen an Schulen für Lernbehinderte durch Sportunterricht), Kumulative Habilitation Universität Frankfurt (1994: Sport und Behinderung – Entwicklungstendenzen in Wissenschaft und Lehre). 1996 bis 2001 Professorin Freie Universität Berlin am Institut für Sportwissenschaft. Nach Auflösung des Instituts für Sportwissenschaft an der FU Berlin von 2001 bis 2004 wurde sie als Professorin an die Humboldt-Universität zu Berlin versetzt. Seit 2004 lehrt und forscht sie im Arbeitsbereich Integrationspädagogik, Bewegung und Sport am Fachbereich Erziehungswissenschaft und Psychologie der Freien Universität Berlin.
Sie ist seit 1991 Gast-Professorin an der Katholieke Universiteit Leuven, Belgien und seit 2003 regelmäßig Gast-Professorin der Sportuniversität Peking (Beijing Sport University). Sie hat über 300 wissenschaftliche Arbeiten auf Deutsch und Englisch verfasst und war Veranstalterin einer Vielzahl von wissenschaftlichen Kongressen.
Nach eigenen Aussagen soll ihre Arbeit den Menschen Mut für den Sport machen. „Letztlich geht es um Potenziale, die der Mensch entwickeln kann“. Als Vizepräsidentin des DOSB hat sie dafür gesorgt, dass der Sport mit Menschen mit Behinderungen auf der politischen Agenda geblieben ist. Ihr diplomatischer Führungsstil und ihre „unendliche Anstrengung bei der Zusammenführung von verschiedenen Bereichen in Sport und Gesellschaft für ein gemeinsames Ziel“ wurden anlässlich der Verleihung des Internationalen Paralympischen Ordens in Silber 2002 gelobt.

## Ehrenämter
- 1989 bis 1993 Vizepräsidentin des Deutschen Sportlehrerverbandes
- 1987 bis 1993 Präsidentin der European Association for Research into Adapted Physical Activity (EARAPA)
- 1991 bis 2001 Vorsitzende des International Paralympic Committee Sport Science Committee
- 1993 bis 1995 Präsidentin der International Federation of Adapted Physical Activity (IFAPA)
- 1997 bis 2005 Mitglied der Internationalen Kommission der deutschen Hochschulrektorenkonferenz
- 1997 bis 2008 Präsidentin des International Council of Sport Science and Physical Education (ICSSPE)
- 1998 bis 2006 Persönliches Mitglied des Nationalen Olympischen Komitees für Deutschland
- 1999 bis 2015 Präsidiumsmitglied Landessportbund Berlin
- 2004 Mitglied der Bundesversammlung
- Seit 2006 Vizepräsidentin des DOSB für Bildung und Olympische Erziehung
- Seit 2007 Vorsitzende der Deutschen Olympischen Akademie (DOA)
- Seit 2008 Mitglied der IOC-Kommission „Frauen und Sport“
- Von 2009 bis 2016 Sonderberaterin des International Council of Sport Science and Physical Education (ICSSPE)
- Seit 2016 Ehrenpräsidentin des International Council of Sport Science and Physical Education (ICSSPE)

## Auszeichnungen
- 1998 Alice-Profé-Preis
- 1999 Bundesverdienstkreuz am Bande
- 2001 Gold Cross of Honour of Physical Education der FIEP
- 2002 Paralympischer Orden in Silber
- 2005 Ehrendoktor der Memorial University of Newfoundland, Kanada
- 2008 Ehrendoktor KU Leuven, Belgien
- 2009 Paralympic Scientific Award
- 2011 Ingemar Wedman Award des Swedish Development Centre for Disability Sport (SUH)
- 2012 Bundesverdienstkreuz 1. Klasse
- 2013 Verdienstorden des Landes Berlin
- 2014 European Olympic Laurel Award der Europäischen Nationalen Olympischen Komitees (EOC)